# اسکیتو گولشتی
اسکیتو گولشتی (به رومانیایی: Schitu Golești) یک منطقهٔ مسکونی در رومانی است که در شهرستان ارجش واقع و از ۶ روستا تشکیل شده‌است.